# Seize the Day (chanson)
Pour les articles homonymes, voir Seize the Day.
Singles de Avenged Sevenfold
Bat Country Afterlife
(2008)
Seize the day est une chanson du groupe Avenged Sevenfold, single extrait de l'album City of Evil.

## Classement
En 2006, la chanson est n°16 au Billboard Hot 100.

## Clip
Le clip, en montrant des scènes en prison ou des funérailles, vise à faire réfléchir les fans du groupe à leurs actions avant qu'il ne soit trop tard.